# گورستان تاریخی بر قلعه
قبرستان تاریخی بر قلعه مربوط به نیمه دوم هزاره دوم ق.م است و در شهرستان سقز، بین روستای سرکل و یازی بلاغی واقع شده و این اثر در تاریخ ۲۵ اسفند ۱۳۸۰ با شمارهٔ ثبت ۵۱۰۰ به‌عنوان یکی از آثار ملی ایران به ثبت رسیده است.